# Halowe Mistrzostwa Europy w Lekkoatletyce 1971 – sztafeta 4 × 2 okrążenia kobiet
Sztafeta 4 × 2 okrążenia kobiet – jedna z konkurencji biegowych rozgrywanych podczas halowych lekkoatletycznych mistrzostw Europy w hali Festiwalna w Sofii. Rozegrano od razu bieg finałowy 14 marca 1971. Długość jednego okrążenia wynosiła 200 metrów, więc była to sztafeta 4 × 400 metrów. Zwyciężyła reprezentacja Związku Radzieckiego. Konkurencję tę rozegrano po raz pierwszy na halowych mistrzostwach Europy, zastąpiła ona sztafetę szwedzką.

## Rezultaty

### Finał
Rozegrano od razu bieg finałowy, w którym wzięły udział 3 sztafety.

Opracowano na podstawie materiału źródłowego.
| Miejsce | Reprezentacja | Zawodniczki                                                         | Czas   | Uwagi |
| ------- | ------------- | ------------------------------------------------------------------- | ------ | ----- |
| 1       | ZSRR          | Lubow Finogenowa, Galina Kamardina, Wira Popkowa, Ludmyła Aksionowa | 3:36,6 | WR    |
| 2       | RFN           | Gisela Ahlemeyer, Gisela Ellenberger, Anette Rückes, Christa Czekay | 3:39,6 |       |
| 3       | Bułgaria      | Tonka Petrowa, Dżena Binewa, Stefka Jordanowa, Swetła Złatewa       | 3:47,8 | NR    |